# 바바부티
바바부티(Bhavabhuti)는 중세 인도의 극작가이다. 중부 인도 파드마프라의 브라만 집안에 태어나, 베다의 여러 학문에 통달하며, 철학 제파의 지식을 갖추고 있었다. 카냐크부자의 야쇼바르만왕(730-740경 통치)의 궁정 시인으로서 왕의 비호(庇護)를 받았다. 극작가로서 문호 칼리다사에 비견되며, 걸작 《말라티마다바》 외에, 대역사시(歷史詩) 《라마야나》에서 취재(取材)한 2편의 희곡을 남겼다.